# Leila George
Leila George D'Onofrio (Sídney, 20 de marzo de 1992) es una actriz australiana de cine, teatro y televisión.

## Primeros años
George nació en Sídney, Nueva Gales del Sur, Australia, hija del actor y productor Vincent D'Onofrio y la actriz Greta Scacchi. Fue criada por su madre en Hurstpierpoint cerca de Brighton, East Sussex, Reino Unido.
En 2008 tomó clases de actuación en el Brighton College. Al año siguiente asistió al Crawley College, el alma mater de su madre, y en 2010 estudió en la Arts Educational School de Londres. En 2011 viajó a Australia para estudiar en la Escuela de Cine de Sídney y un año después fue a los Estados Unidos para estudiar en el Instituto Lee Strasberg en la ciudad de Nueva York.

## Carrera
En 2013, George trabajó en el documental The Last Impresario como operadora de cámara adicional. En 2014 protagonizó junto a su madre la obra teatral La gaviota de Antón Chéjov para la Compañía de Teatro Black Swan en Perth. Su madre actuó como Arkadina y ella interpretó a Nina, la rival romántica de Arkadina.
En 2016 interpretó el papel protagónico en Mother, May I Sleep with Danger?, su primer largometraje para televisión.  Apareció en las películas Mortal Engines (2018)  y The Kid (2019), y ese mismo año empezó a interpretar a la versión más joven del personaje de Ellen Barkin, Janine Cody, en la serie de televisión Animal Kingdom.

## Vida personal
George comenzó una relación con el actor Sean Penn en 2016.  Se casaron el 30 de julio de 2020.  La actriz solicitó el divorcio el 15 de octubre de 2021, el cual se formalizó el 22 de abril de 2022.
Tras los incendios forestales australianos de 2019-2020, coprodujo una recaudación de fondos de celebridades para apoyar la conservación a largo plazo de las áreas afectadas; el evento fue organizado por el Zoológico de Los Ángeles.

## Filmografía

### Película
| † | Denota obras que aún no han sido publicadas. |

| Año           | Título            | Role               | Notas      |
| ------------- | ----------------- | ------------------ | ---------- |
| 2018          | Mortal Engines    | Katherine Valentín |            |
| 2019          | The Kid           | Sara Cutler        |            |
| 2023          | Gonzo Girl        | September McAvoy   |            |
| 2024          | He Ain't Heavy    | Jade               |            |
| Por confirmar | The Long Way Home | Edna Hodges        | Finalizada |

### Televisión
| Año       | Título                           | Role                  | Notas                                                              |
| --------- | -------------------------------- | --------------------- | ------------------------------------------------------------------ |
| 2016      | Mother, May I Sleep with Danger? | Leah Lewisohn         | Película de televisión                                             |
| 2019–2022 | Animal Kingdom                   | Janine Cody           | Papel recurrente (temporada 4); papel principal (temporadas 5 y 6) |
| 2024      | Disclaimer                       | Catherine Ravenscroft | Miniserie                                                          |